# ホリカ

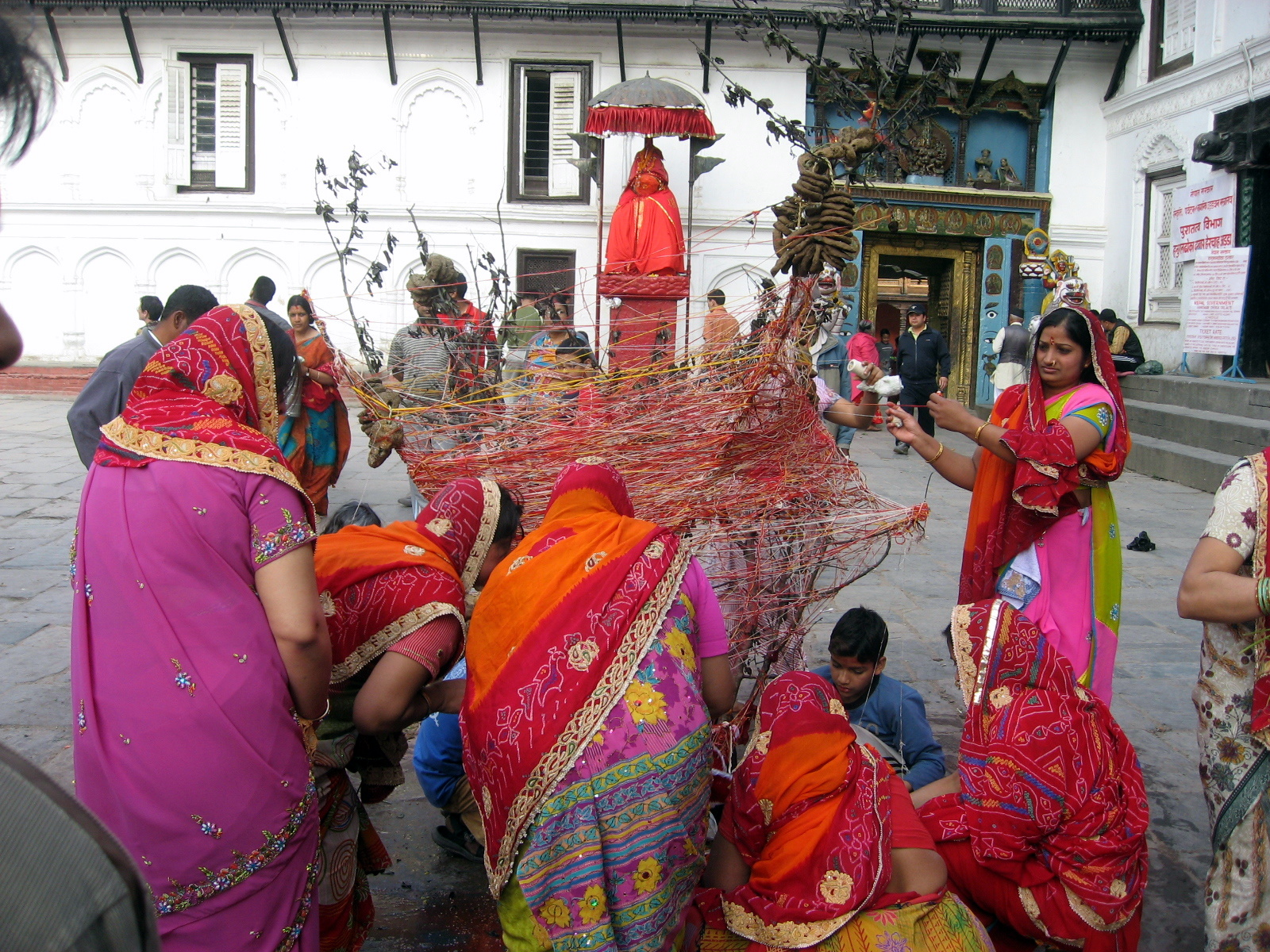
ホリカを祝う祭り（ネパール・カトマンズ）

ホリカ（Holika）は、インド神話に登場するアスラ神族ダイティヤ族の神である。兄はヒラニヤカシプ・ヒラニヤークシャである。ヒラニヤカシプの息子プラフラーダがアスラ神族の天敵の神ヴィシュヌを崇拝していた。父が止めても子プラフラーダはヴィシュヌ崇拝を止めないので妹ホリカの力を借りてプラフラーダを焼き殺そうとした。しかしヴィシュヌの加護を受けているプラフラーダはまったく無傷で逆にホリカが業火に焼き尽くされて死んでしまったという。
このことを祝う祭りが「ホーリー祭」である。